# Acleris caerulescens
Acleris caerulescens (лат.) — вид бабочек из семейства листовёрток. Распространён на юге Приморского края, в Японии (Хоккайдо, Хонсю), на севере Корейского полуострова и в Китае. Обитают в ольхово-ясеневых, орехово-ясеневых и других лесах с присутствием в них ясеня. Гусеницы встречаются с мая по июнь в сплетённых листьях ясеня маньчжурского, в Японии также на птерокарии сумахолистной и видах лещины. Бабочек можно наблюдать с конца июля по октябрь. Размах крыльев 20—23 мм. 